# Oberdiessbach
Oberdiessbach é uma comuna da Suíça, situada no distrito administrativo de Berna-Mittelland, no cantão de Berna. Tem 8,2 km² de área e sua população em 2018 foi estimada em 3.526 habitantes.